# Anatolij Markovič Žabotinskij
Anatolij Markovič Žabotinskij (17. ledna 1938 – 16. září 2008) byl sovětský a americký biofyzik a fyzikální chemik. Je známý díky svému výzkumu oscilujících chemických reakci, nelineární dynamiky a samoorganizace (samouspořádání) v chemických systémech.
Nejvíce se proslavil objevem Bělousovovy-Žabotinského reakce (BZ reakce) v roce 1961. Boris Bělousov jako první pozoroval oscilující chemické reakce již v roce 1951, ale jeho výzkum byl vědeckou komunitou odmítnut. Žabotinskij reakci podrobněji analyzoval a zjistil, že je to nelineární chemická reakce, při níž dochází k oscilačním změnám barev roztoku. Svůj výzkum popularizoval a významně tak přispěl k rozvoji chemické kinetiky a teorie dynamických systémů.
Jeho práce měla význam i v dalších oblastech, jako jsou biologie (modely srdečních arytmií) nebo fyzika (studium vlnových jevů a chaosu v dynamických systémech).

## Vzdělání a kariéra

### Kariéra v Rusku

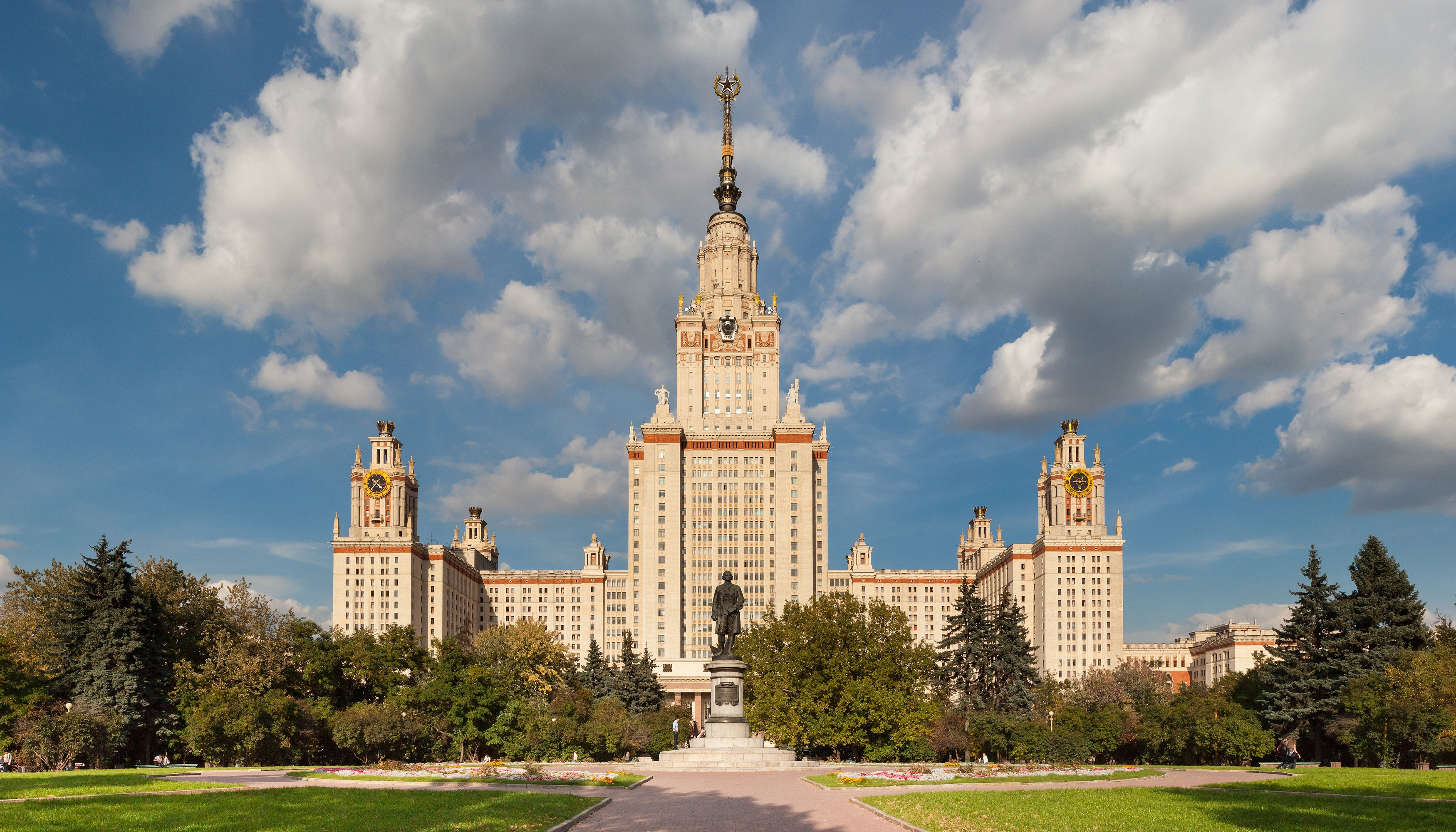
Moskevská univerzita

Anatolij Markovič Žabotinskij narodil se 17. ledna 1938 v Moskvě v židovské rodině. Jeho otec byl fyzik a doktor technických věd Marek Jefremovič Žabotinskij (1917–2003) a jeho matka byla historička a popularizátorka vědy Anna Michajlovna Livanová (1917–2001). Je například autorkou knih Fyzici o fyzicích (1968), Tři osudy. Porozumění světu (1969) a Landau (1978, 1983).
V roce 1955 nastoupil Žabotinskij na Moskevskou státní univerzitu a po promoci pokračoval v postgraduálním studiu u biofyzika Simona Eljeviče Šnola. Chtěl studovat rytmické chování při metabolismu glukózy, ale Šnoll mu navrhl, aby pracoval na Bělousovově reakci objevené v roce 1951. Již se jí věnovali dva předchozí postgraduální studenti, ale neměli úspěch. Žabotinskij tuto práci přijal a pokoušel se o navázání osobního kontaktu s Bělousovem, ale neúspěšně. Ani v roce 1961 po zveřejnění výsledků své práce a jejím přijetí vědeckou komunitou se nikdy nesetkali. Bělousov se pravděpodobně obával jakýchkoliv kontaktů, neboť pracoval v tajném vojenském institutu a během Stalinových čistek ztratil mnoho přátel.
V roce 1980 byla Žabotinskému za jeho práci udělena Leninova cena.

### Emigrace do USA

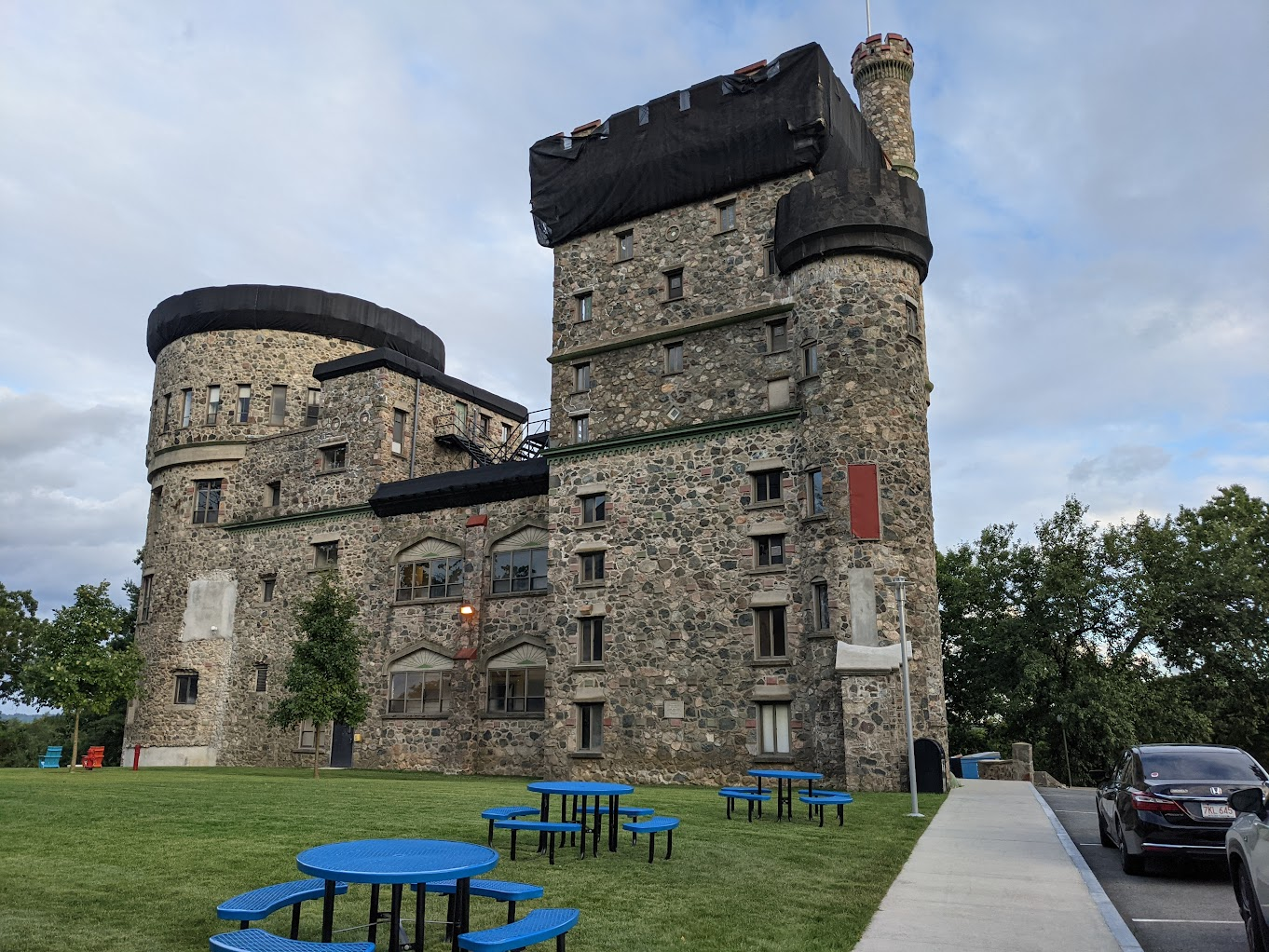
Brandeisova univerzita

Žabotinský měl židovský původ a dovolil si kritizovat některá politická témata, proto byl sledován a nesměl opustit Sovětský svaz. Teprve na konci perestrojky se mu podařilo odjet do Spojených států s 10denním přednáškovým kurzem.
V červenci 1991 profesor na Brandeisově univerzitě Irving Epstein prodloužil jeho pobyt ve Spojených státech o další rok a Žabotinský se pak už do Ruska nikdy nevrátil. Od roku 1991 do roku 2008 pak pracoval jako mimořádný profesor na Brandeisově univerzitě, která se nachází v jihozápadním Walthamu ve státě Massachusetts, asi 14 km západně od Bostonu.

## Belousovova-Žabotinského reakce (BZ reakce)

#### Oscilující chemická reakce

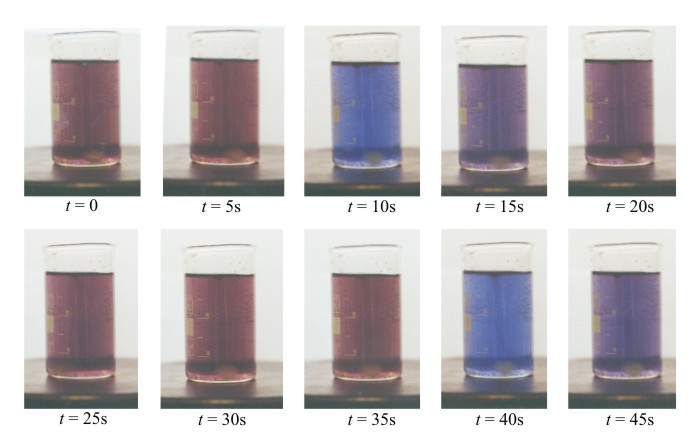
Ukázka změn barev reakční směsi při Bělousovově-Žabotinského reakci

Nejznámější přínos Žabotinského spočívá v detailním studiu a popularizaci Belousovovy-Žabotinské reakce (BZ reakce), která se vyskytuje v oscilačním režimu, kdy se některé reakční parametry (například barva, koncentrace složek, teplota) periodicky mění a vytvářejí složitou časoprostorovou strukturu reakčního média.
Žabotinský se zabýval barvou roztoku těchto chemických reakcí a dokázal, že vykazují oscilace barvy v čase. Pomocí experimentálních důkazů tak potvrdil, že v uzavřených chemických systémech může docházet k periodickým změnám koncentrací reaktantů, což se projevuje barevnými oscilacemi.

#### Mechanismus oscilujících reakcí
Žabotinský navrhl modely vysvětlující chování oscilujících reakcí na základě nelineárních kinetických rovnic. Přispěl k rozvoji Feldbergova-Žabotinského mechanismu, což je chemický model popisující oscilace v BZ reakci.

#### Studium chemických vln
Žabotinskij experimentálně prokázal, že BZ reakce může vytvářet podobné spirálové a cílové vlny, jaké se vyskytují například při šíření nervových impulsů, mozkových oscilacích, buněčné signalizaci nebo srdeční činnosti. Tím přispěl k matematickému modelování biologických procesů.

#### Nelineární dynamika
Jeho práce ukázala, jak se pomocí nelineárních systémů dají popsat a předvídat složité chemické systémy, včetně vzniku periodických oscilací. Objev BZ reakce pomohl rozvoji teorie nelineární chemické kinetiky, teorie chaosu a modelování biologických procesů.

#### Samoorganizace (samouspořádání)
Samoorganizace (v chemii samouspořádání) je spontánní proces, při kterém vzniká z původně neuspořádaného systému systém uspořádaný. BZ reakce dokázala, že při některých chemických reakcích dochází ke vzniku samouspořádaných struktur, což bylo revoluční z hlediska tradičního pohledu na chemické reakce jako procesy směřující k rovnováze. Objev, že chemické systémy mohou spontánně vytvářet složité dynamické struktury bez vnějšího vlivu, měl dalekosáhlé důsledky pro pochopení samouspořádání v biologických systémech.

#### Teorie chaosu
Práce Žabotinského přispěla k rozvoji teorie chaosu, která se zabývá chováním dynamických systémů mimo rovnováhu. Inspirovala experimentální i teoretické studie v oblasti vzorové dynamiky.

#### Nové experimentální metody
Jeho systematický přístup k experimentálnímu zkoumání chemických reakcí vedl k zavedení nových metod pro studium nelineárních procesů a pomohl k lepšímu pochopení dynamických jevů v komplexních systémech. Jeho experimenty ukázaly, jak lze chemické oscilace využít k modelování procesů v ekologii, meteorologii nebo fyzice plazmatu.

## Dílo
Monografie:
- Žabotinskij, A.M.: Koncentrační samokmity. Moskva, Nauka Publ., 1974. 179 str.
- Žabotinskij, A.M.: Autovlnové procesy v systémech s difúzí. Gorkij: Nakladatelství Ústavu aplikované matematiky Akademie věd SSSR, 1981. 287 str.

Vědecké články:
- Zaikin A.N., Žabotinskij A. M.: Šíření koncentračních vln ve dvourozměrném samooscilačním systému v kapalné fázi. Nature, sv. 225. str. 535-537 (1970)
- Žabotinskij, A.M.: Periodické reakce v kapalné fázi. Proc. Ac. Sci. SSSR 157, str. 392 (1964)
- Žabotinskij, A.M., Eager, M.D. a Epstein, I.R.: Refrakce a odraz chemických vln. Phys. Rev. Lett. 71, 1526 (1993)
- Bugrim, A.E., Žabotinskij, A.M. a Epstein, I.R.: Interference křížení spouštěcích vln v reakčně-difúzních systémech mutilayer. Phys. Rev. Lett. 75, 1206 (1995)
- Žabotinskij, A.M., Dolnik, M. a Epstein, I.R.: Tvorba vzoru vznikající z vlnové nestability v jednoduchém reakčně-difúzním systému. J. Chem. Phys. 103, 10306 (1995)
- Kurin-Csörgei, K., Žabotinskij, A.M., Orbán, M. a Epstein, I.R.: Oscilační reakce bez plynu bromičnan-1,4-cyklohexandion-feroin. Základní vlastnosti a vzory křížových vln v reakčně-difúzním systému bez gelu. J. Phys. Chem. 100, 5393 (1996)
- Dolnik, M., Žabotinskij, A.M. a Epstein, I.R.. Modulované a střídavé vlny v reakčně-difúzním modelu s vlnovou nestabilitou. J. Chem. Soc., Faraday Trans., 92, 2919 (1996)